# Lea Sirk

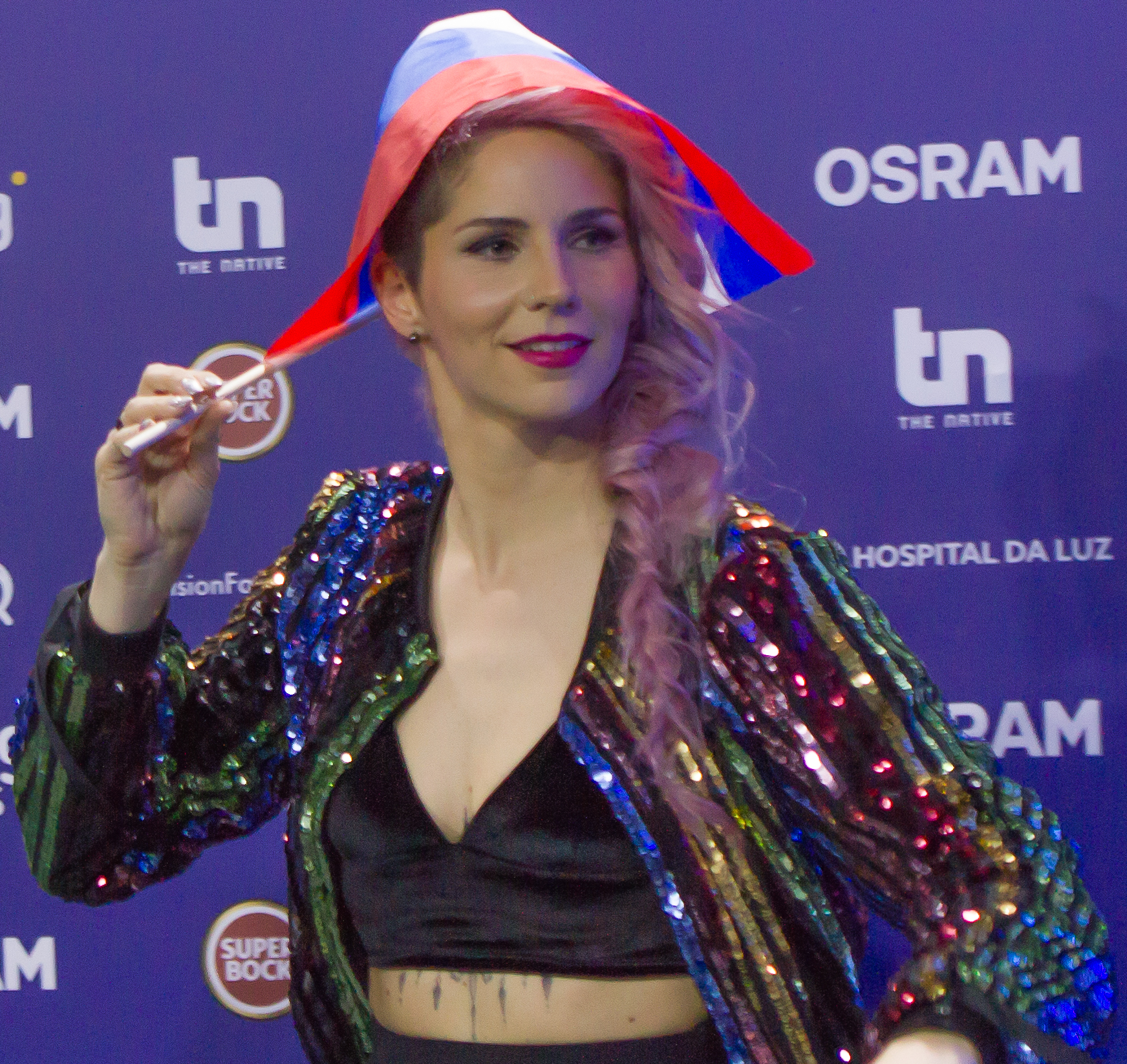
Lea Sirk (2018)

Lea Sirk (* 1. September 1989 in Koper) ist eine slowenische Popsängerin.

## Biografie
Sirk studierte Flöte am Conservatoire de musique de Genève, wo sie 2007 ihren Abschluss machte. Zudem entwickelte sie eine Vorliebe für das Singen und nahm an mehreren internationalen Gesangswettbewerben teil. 2005 gewann sie den Internationalen Musikwettbewerb Köln in der Kategorie Gesang.
2006 erlangte sie Bekanntheit durch ihre Teilnahme an der slowenischen Talentshow Bitka talentov, wo sie den zweiten Platz erreichte.
2009, 2010 und 2017 nahm sie ohne Erfolg am slowenischen Vorentscheid zum Eurovision Song Contest teil. 2018 gewann sie mit dem Titel Hvala, ne! das Festival Evrovizijska Melodija und vertrat ihr Heimatland im Mai 2018 beim Eurovision Song Contest in Lissabon, wo sie den 22. Platz erreichte.

## Diskografie

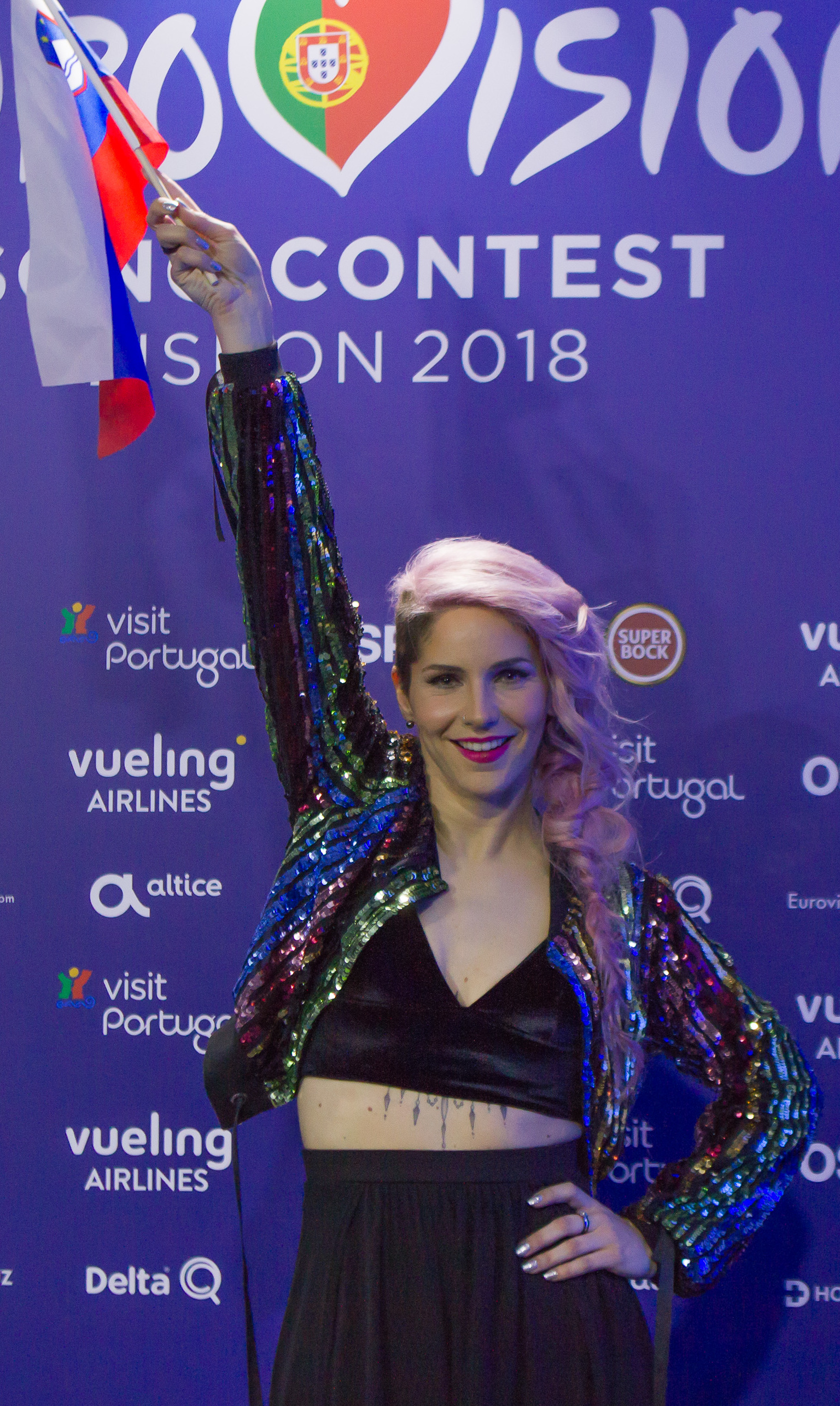
Lea Sirk (2018)

### Alben
- 2014: Roža
- 2018: 2018

### Singles
- 2007: Povej mi, kdaj
- 2009: Kaj bi rad
- 2009: Znamenje iz sanj
- 2010: Vampir je moj poet
- 2010: Vse je le "a"
- 2012: A bi? Ti bi!
- 2012: Song 6
- 2012: Čudovit je svet
- 2013: Ura je 8
- 2014: Tako je
- 2017: Freedom
- 2018: Hvala, ne!
- 2018: Moj Profil
- 2018: Recept za lajf